# Petrorossia plerophaia
Petrorossia plerophaia är en tvåvingeart som beskrevs av Hesse 1956. Petrorossia plerophaia ingår i släktet Petrorossia och familjen svävflugor. Inga underarter finns listade i Catalogue of Life.